# Sankey-Viadukt
Der Sankey-Viadukt (englisch: Sankey Viaduct, örtlich auch als „Nine Arches“ bezeichnet) war die erste große Eisenbahnbrücke, die gebaut wurde, und ist heute eine der ältesten, die weiterhin so genutzt wird. Sie ist nach englischem Denkmalrecht als Kulturdenkmal der höchsten Kategorie eingestuft.

## Geografische Lage

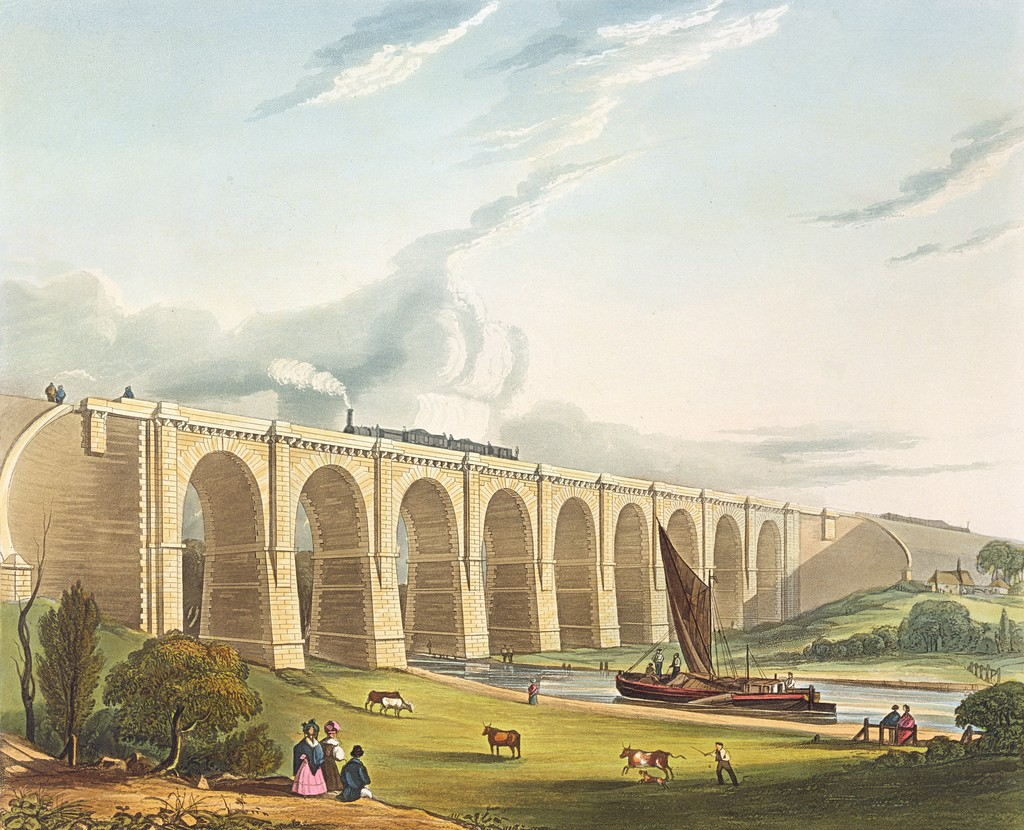
Viadukt 1831, im Vordergrund ein Lastschiff auf dem Sankey-Kanal

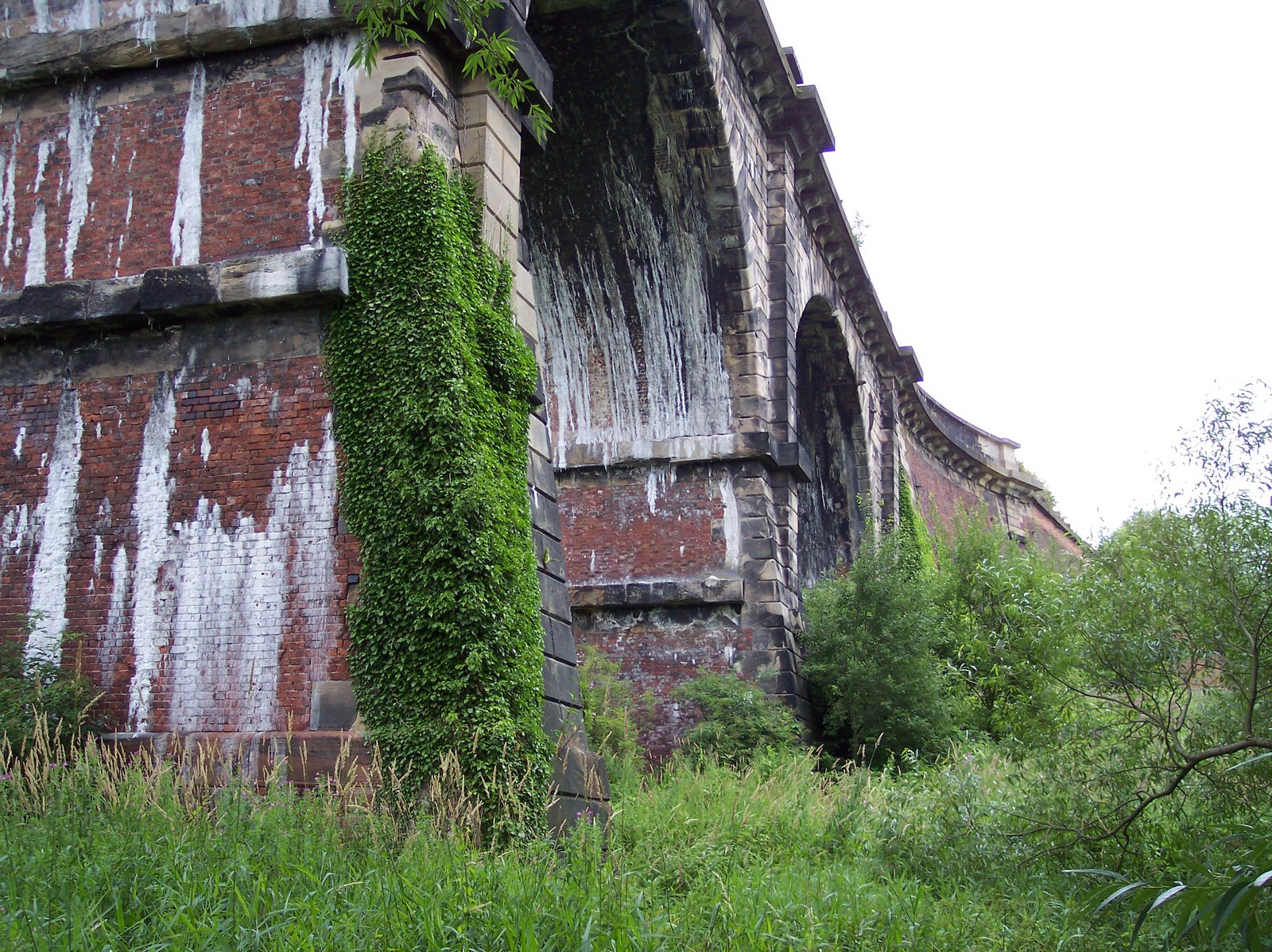
Pfeiler

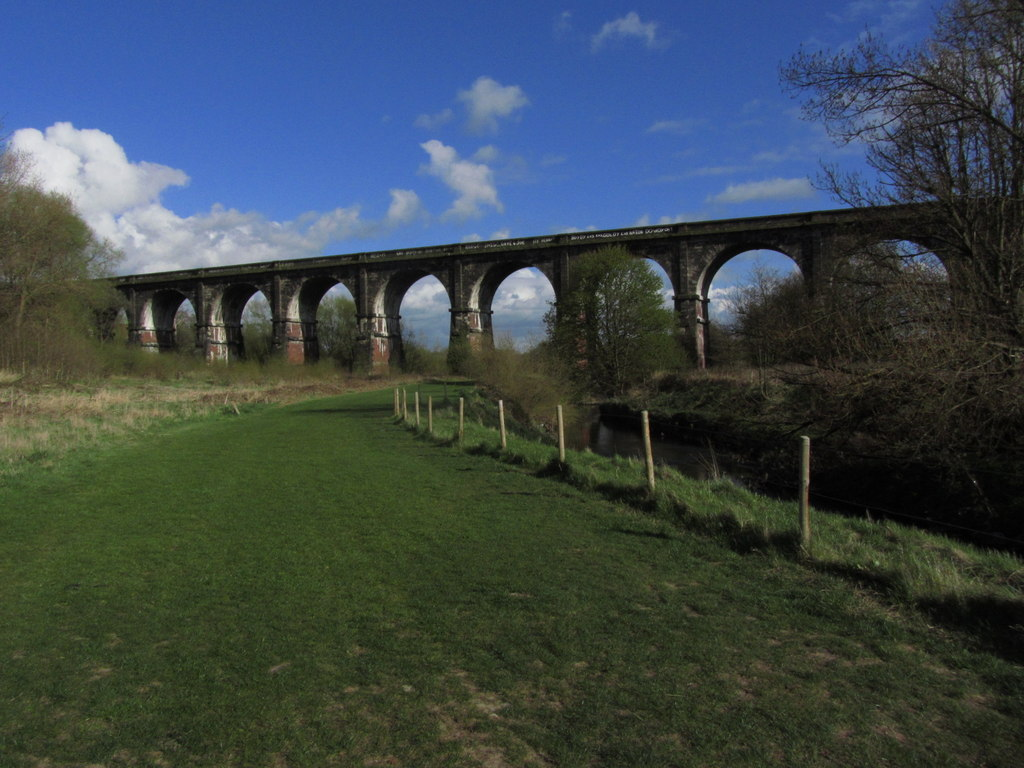
Viadukt vor der Elektrifizierung

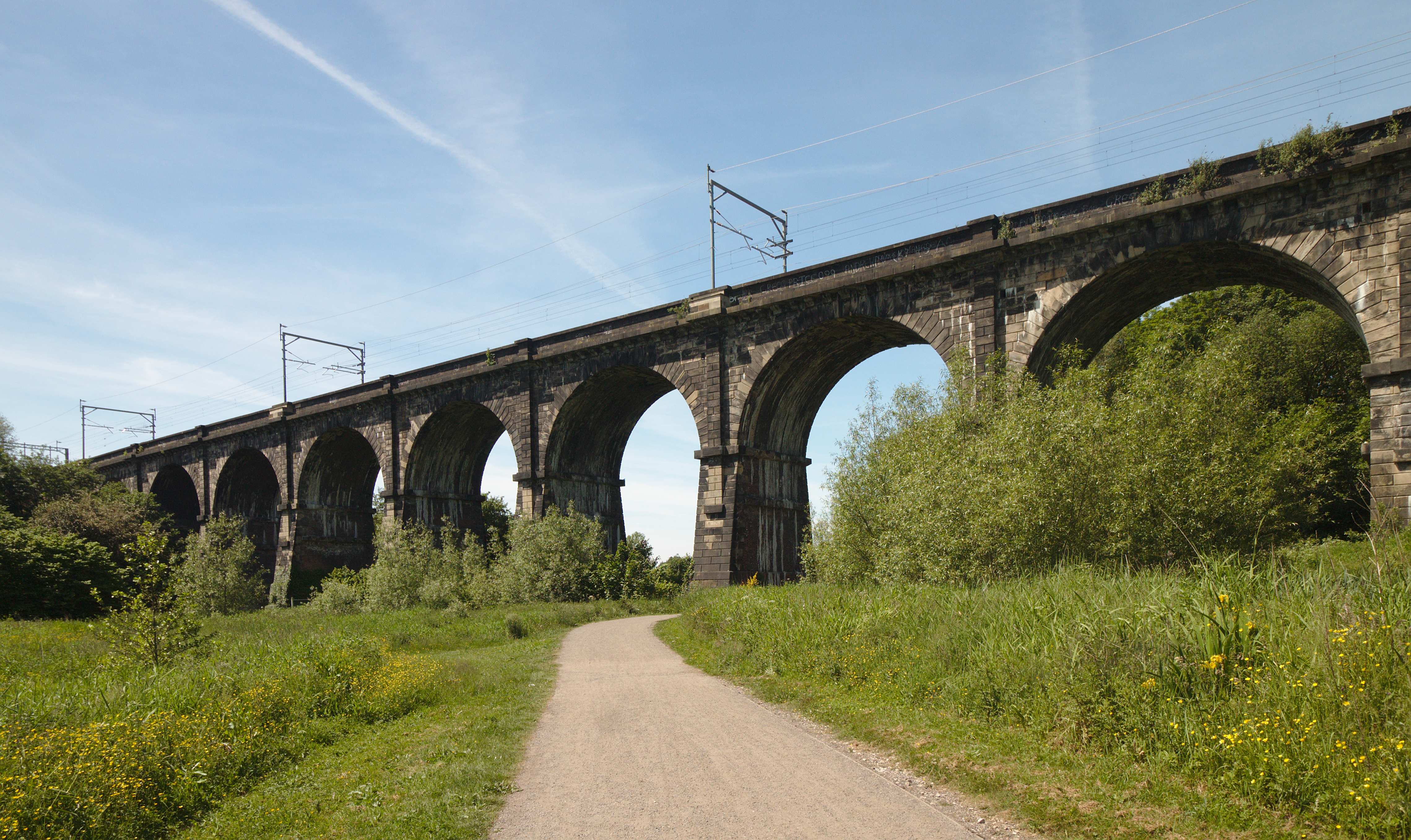
Viadukt nach der Elektrifizierung

Die Brücke gehört zur Trasse der Liverpool and Manchester Railway (L&MR), die das Tal des Sankey queren musste, ein tiefer Einschnitt im Gelände. Hier floss nicht nur der Fluss, sondern das Tal wurde auch vom Sankey Canal (auch: Sankey Brook Navigation oder St Helens Canal) genutzt. Der Kanal von 1757 stammte von dem Ingenieur Henry Berry (1719–1812) und schloss die Kohlebergwerke von St. Helens an den schiffbaren Mersey an. Der Kanal war der erste, der in England seit der Römerzeit gebaut worden war. Die dort verkehrenden Frachtschiffe waren Segelschiffe.

## Konstruktion
Um das Hindernis zu überwinden, wurde die Talquerung in zwei Abschnitte geteilt: Einen westlich gelegenen Damm und die östlich daran anschließende Brücke, die über Fluss und Kanal führte, die dazu auch in ihrer Lage angepasst wurden. Konzept und Bau stammten vom Chefingenieur der L&MR, George Stephenson, und dessen Mitarbeiter Thomas Longridge Gooch. Die Trasse war von Anfang an für eine zweigleisige Bahnstrecke ausgelegt.
Der Damm wurde 800 m lang und bis zu 45 m hoch. 100.000 Tonnen Mergel (Lehm) und Moos, mit Reisig verdichtet, wurden dafür verwendet. Der Mergel wurde an den Seiten des Tals ausgegraben.
Die Brücke ruht auf acht rechteckigen Pfeilern und Widerlagern an beiden Enden des Bauwerks, die neun Bögen mit einer Spannweite von je 15 m verbinden. Sie ist insgesamt 180 m lang. Wegen des weichen Bodens war die Gründung der Pfeiler aufwendig. Jeweils 200 Holzpfähle mit einer Länge zwischen 6,1 m und 9,1 m tragen ein Fundament aus Sandsteinplatten, die aus dem Olive Mount Cutting gewonnen wurden. Darauf sitzen die Pfeiler auf, deren untere Abschnitte konisch ausgebildet sind, um die Standfläche zu vergrößern. Sie verjüngen sich nach oben. Die Brücke wurde aus Ziegeln errichtet und mit gelbem Sandstein verkleidet. Die Breite zwischen den Brüstungen beträgt 7,6 m (25 Fuß). Die Gleise verlaufen in bis zu 21 m Höhe über der Talsohle. Das gab ausreichend Spielraum für die Segel der Frachtschiffe, wenn sie unter der Brücke durchfuhren.

## Geschichte

### Bau
1826 wurde das Gesetz für den Bau der L&MR vom Parlament verabschiedet. Auf dieser Grundlage errichtete die L&MR die erste nahezu komplett mit Dampfkraft betriebenen Bahnstrecke der Welt.
Im Juni 1827 begann der Bau des Dammes für die westliche Zufahrt, der Bau der Brücke 1828. Das Baumaterial wurde mit einfachsten mechanischen Hilfsmitteln bewegt und transportiert. Im Sommer 1829 waren die Pfeiler fertiggestellt, und die Arbeiten am Überbau begannen. Im Februar 1830 waren die Brüstungsmauern vollendet. Zur Einweihung der L&MR am 15. September 1830 war die Brücke befahrbar, auch wenn bis 1833 noch Restarbeiten ausgeführt wurden. Nach Abschluss der Bauarbeiten wurden Bäume gepflanzt, um das Bauwerk natürlich in die Landschaft einzubetten. Die Kosten für das Viadukt beliefen sich auf über 45.000 £.

### Betrieb
Die letzten sieben Segelschiffe fuhren 1919 durch den Kanal. 1931 wurde der Sankey-Kanal nördlich des Viadukts stillgelegt, 1963 der letzte schiffbare Abschnitt geschlossen und die Wasserstraße verfüllt. Der Kanal unter dem Viadukt wurde 2002 zugeschüttet. Die Sankey Canal Restoration Society bemüht sich um eine Reaktivierung des Kanals und hat dazu Ausgrabungen vorgenommen.
Seit Februar 1966 steht der Viadukt aufgrund seiner „internationalen Bedeutung als frühestes großes Eisenbahnviadukt der Welt“ als Baudenkmal der höchsten Schutzklasse unter Denkmalschutz (Grade 1 listing).
2015 installierte Network Rail im Rahmen eines umfassenden Elektrifizierungsprogramms Oberleitungen auch auf dem Viadukt.

## Rezeption
Das Sankey-Viadukt ist in The Railway Viaduct von Keith Miles, der den Kriminalroman unter dem Pseudonym Edward Marston schrieb, Schauplatz eines Mordes im Jahr 1852.